# Yeni Asya
Yeni Asya: Un periódico tradicional islámico publicado por los seguidores del erudito religioso de mediados del siglo XX Said Nursi. No es ampliamente leído y su ámbito de mayor difusión son las zonas conservadoras del país o en las librerías que siguen las enseñanzas de Said Nursi.